# Susanino (przystanek kolejowy)
Susanino (ros. Сусанино) – przystanek kolejowy w miejscowości Susanino, w rejonie gatczyńskim, w obwodzie leningradzkim, w Rosji. Położony jest na linii Petersburg – Newel – Witebsk.